# Elección al Senado de los Estados Unidos en Georgia de 2020
La Elección al Senado de los Estados Unidos en Georgia de 2020 se llevaron a cabo el 3 de noviembre de 2020 para elegir a un miembro del Senado de los Estados Unidos para representar al estado de Georgia, al mismo tiempo que las elecciones presidenciales de los Estados Unidos de 2020, así como otras elecciones al Senado de los Estados Unidos en otros estados. Elecciones a la Cámara de Representantes de los Estados Unidos y varias elecciones estatales y locales. Como ningún candidato recibió la mayoría de los votos en la elección regular o especial, los dos primeros clasificados avanzaron a una segunda vuelta entre todos los votantes registrados, que se realizó el 5 de enero de 2021.

## Elección general

### Predicciones
| Fuente                | Clasificación | As of                  |
| --------------------- | ------------- | ---------------------- |
| Cook Political Report | Competitivo   | 29 de octubre de 2020  |
| Inside Elections      | Competitivo   | 28 de octubre de 2020  |
| Sabato's Crystal Ball | Competitivo   | 2 de noviembre de 2020 |
| 270toWin              | Competitivo   | 2 de noviembre de 2020 |
| Político              | Competitivo   | 2 de noviembre de 2020 |

### Encuestas
Resumen gráfico 

#### Encuesta hipotética
Con Teresa Tomlinson
| Fuente de la encuesta     | Fecha(s) de realización | Tamaño de muestra | Margen de error | David Perdue (R) | Teresa Tomlinson (D) | Otro Indecisos |
| ------------------------- | ----------------------- | ----------------- | --------------- | ---------------- | -------------------- | -------------- |
| Civiqs/Daily Kos          | 16-18 de mayo de 2020   | 1,339 (RV)        | ± 3.1%          | 45%              | 44%                  | 10%            |
| The Progress Campaign (D) | 6-15 de mayo de 2020    | 2,893 (LV)        | ± 2%            | 41%              | 40%                  | 19%            |
| The Progress Campaign (D) | 12-21 de marzo de 2020  | 3,042 (RV)        | ± 4.5%          | 40%              | 39%                  | 21%            |

Con Sarah Riggs Amico
| Fuente de la encuesta | Fecha(s) de realización | Tamaño de muestra | Margen de error | David Perdue (R) | Sarah Riggs Amico (D) | Otro Indecisos |
| --------------------- | ----------------------- | ----------------- | --------------- | ---------------- | --------------------- | -------------- |
| Civiqs/Daily Kos      | 16-18 de mayo de 2020   | 1,339 (RV)        | ± 3.1%          | 45%              | 42%                   | 13%            |

Con Stacey Abrams
| Fuente de la encuesta     | Fecha(s) de realización | Tamaño de muestra | Margen de error | David Perdue (R) | Stacey Abrams (D) | Otro Indecisos |
| ------------------------- | ----------------------- | ----------------- | --------------- | ---------------- | ----------------- | -------------- |
| The Progress Campaign (D) | 12-21 de marzo de 2020  | 3,042 (RV)        | ± 4.5%          | 41%              | 46%               | 12%            |

Con un demócrata genérico
| Fuente de la encuesta | Fecha(s) de realización    | Tamaño de muestra | Margen de error | David Perdue (R) | Demócrata genérico | Otro Indecisos |
| --------------------- | -------------------------- | ----------------- | --------------- | ---------------- | ------------------ | -------------- |
| SurveyUSA             | 15-18 de noviembre de 2019 | 1,303 (LV)        | ± 3.2%          | 40%              | 37%                | 23%            |
| University of Georgia | 28-30 de octubre de 2019   | 1,028 (RV)        | –               | 35.1%            | 21.1%              | 43.8%          |

Con un republicano genérico vs. un demócrata genérico
| Fuente de la encuesta     | Fecha(s) de realización     | Tamaño de muestra | Margen de error | Republicano genérico | Demócrata genérico | Otro Indecisos |
| ------------------------- | --------------------------- | ----------------- | --------------- | -------------------- | ------------------ | -------------- |
| Quinnipiac University     | 23-27 de septiembre de 2020 | 1,125 (LV)        | ± 2.9%          | 48%                  | 49%                | 3%             |
| Global Strategy Group (D) | 17-19 de marzo de 2019      | 603 (LV)          | ± 4.0%          | 40%                  | 42%                | 18%            |

### Resultados

Resultados por condado:
Perdue—40-50%
Perdue—50-60%
Perdue—60-70%
Perdue—70-80%
Perdue—80-90%
Ossoff—50-60%
Ossoff—60-70%
Ossoff—80-90%

| Elección al Senado de los Estados Unidos en Georgia de 2020 | Elección al Senado de los Estados Unidos en Georgia de 2020 | Elección al Senado de los Estados Unidos en Georgia de 2020 | Elección al Senado de los Estados Unidos en Georgia de 2020 | Elección al Senado de los Estados Unidos en Georgia de 2020 | Elección al Senado de los Estados Unidos en Georgia de 2020 |
| Partido                                                     | Partido                                                     | Candidato/a                                                 | Votos                                                       | %                                                           |                                                             |
| ----------------------------------------------------------- | ----------------------------------------------------------- | ----------------------------------------------------------- | ----------------------------------------------------------- | ----------------------------------------------------------- | ----------------------------------------------------------- |
|                                                             | Republicano                                                 | David Perdue (titular)                                      | 2,462,617                                                   | 49.73%                                                      |                                                             |
|                                                             | Demócrata                                                   | Jon Ossoff                                                  | 2,374,519                                                   | 47.95%                                                      |                                                             |
|                                                             | Libertario                                                  | Shane T. Hazel                                              | 115,039                                                     | 2.32%                                                       |                                                             |
| Total                                                       | Total                                                       | Total                                                       | 4,952,175                                                   | 100.0%                                                      |                                                             |

## Runoff

### Encuestas
| Fuente de la encuesta                                                           | Fecha(s) de realización                      | Tamaño de muestra | Margen de error | David Perdue (R) | Jon Ossoff (D) | Indecisos |
| ------------------------------------------------------------------------------- | -------------------------------------------- | ----------------- | --------------- | ---------------- | -------------- | --------- |
| Trafalgar Group                                                                 | 2-4 de enero de 2021                         | 1,056 (LV)        | ± 2.9%          | 49%              | 49%            | 2%        |
| AtlasIntel                                                                      | 2-4 de enero de 2021                         | 857 (LV)          | ± 3%            | 47%              | 51%            | 2%        |
| Insider Advantage Archivado el 4 de enero de 2021 en Wayback Machine.           | 3 de enero de 2021                           | 500 (LV)          | ± 4.4%          | 48.7%            | 48.6%          | 2.7%      |
| National Research Inc                                                           | 2-3 de enero de 2021                         | 500 (LV)          | ± 4.4%          | 45%              | 46%            | 9%        |
| University of Nevada Las Vegas Lee Business School                              | 30 de diciembre de 2020 - 3 de enero de 2021 | 550 (LV)          | ± 4%            | 49%              | 48%            | 3%        |
| AtlasIntel                                                                      | 25 de diciembre de 2020 - 1 de enero de 2021 | 1,680 (LV)        | ± 2%            | 47%              | 51%            | 2%        |
| Gravis Marketing                                                                | 29-30 de diciembre de 2020                   | 1,011 (LV)        | ± 3.1%          | 47%              | 50%            | 3%        |
| JMC Analytics and Polling                                                       | 28-29 de diciembre de 2020                   | 500 (LV)          | ± 4.4%          | 45%              | 53%            | 2%        |
| Trafalgar Group                                                                 | 23-27 de diciembre de 2020                   | 1,022 (LV)        | ± 3.0%          | 48%              | 50%            | 2%        |
| Open Model Project                                                              | 21-27 de diciembre de 2020                   | 1,405 (LV)        | ± 4.7%          | 50%              | 46%            | 4%        |
| InsiderAdvantage Archivado el 25 de diciembre de 2020 en Wayback Machine.       | 21-22 de diciembre de 2020                   | 500 (LV)          | ± 4.4%          | 49%              | 48%            | 3%        |
| Survey USA                                                                      | 16-20 de diciembre de 2020                   | 600 (LV)          | ± 5.1%          | 46%              | 51%            | 3%        |
| Emerson                                                                         | 14-16 de diciembre de 2020                   | 605 (LV)          | ± 3.9%          | 51%              | 48%            | 1%        |
| InsiderAdvantage Archivado el 16 de diciembre de 2020 en Wayback Machine.       | 4-11 de diciembre de 2020                    | 500 (LV)          | ± 4.4%          | 49%              | 48%            | 3%        |
| Baris/Peach State Battleground Poll                                             | 4-11 de diciembre de 2020                    | 1,008 (LV)        | ± 3.1%          | 45%              | 47%            | 9%        |
| Trafalgar Group                                                                 | 8-10 de diciembre de 2020                    | 1,018 (LV)        | ± 3.0%          | 49%              | 49%            | 2%        |
| Fabrizio Ward/Hart Research Associates                                          | 30 de noviembre - 4 de diciembre de 2020     | 1,250 (LV)        | ± 3.2%          | 46%              | 48%            | 6%        |
| Trafalgar Group                                                                 | 1-3 de diciembre de 2020                     | 1,083 (LV)        | ± 2.9%          | 47%              | 48%            | 5%        |
| SurveyUSA                                                                       | 27-30 de noviembre de 2020                   | 583 (LV)          | ± 5.2%          | 48%              | 50%            | 2%        |
| RMG Research Archivado el 4 de diciembre de 2020 en Wayback Machine.            | 19-24 de noviembre de 2020                   | 1,377 (LV)        | ± 2.6%          | 47%              | 48%            | 5%        |
| InsiderAdvantage/Fox 5 Archivado el 18 de noviembre de 2020 en Wayback Machine. | 16 de noviembre de 2020                      | 800 (LV)          | ± 3.5%          | 49%              | 49%            | 2%        |
| Remington Research Group                                                        | 8-9 de noviembre de 2020                     | 1,450 (LV)        | ± 2.6%          | 50%              | 46%            | 4%        |
| Garin-Hart-Yang Research Group (D)                                              | 11-14 de octubre de 2020                     | 600 (LV)          | –               | 45%              | 50%            | 5%        |
| Data For Progress (D)                                                           | 14-19 de septiembre de 2020                  | 800 (LV)          | ± 3.5%          | 44%              | 44%            | 12%       |

### Resultados
| Elección al Senado de los Estados Unidos en Georgia de 2021 | Elección al Senado de los Estados Unidos en Georgia de 2021 | Elección al Senado de los Estados Unidos en Georgia de 2021 | Elección al Senado de los Estados Unidos en Georgia de 2021 | Elección al Senado de los Estados Unidos en Georgia de 2021 | Elección al Senado de los Estados Unidos en Georgia de 2021 |
| Partido                                                     | Partido                                                     | Candidato/a                                                 | Votos                                                       | %                                                           |                                                             |
| ----------------------------------------------------------- | ----------------------------------------------------------- | ----------------------------------------------------------- | ----------------------------------------------------------- | ----------------------------------------------------------- | ----------------------------------------------------------- |
|                                                             | Demócrata                                                   | Jon Ossoff                                                  | 2,269,738                                                   | 50.62%                                                      |                                                             |
|                                                             | Republicano                                                 | David Perdue (titular)                                      | 2,214,506                                                   | 49.38%                                                      |                                                             |
| Total                                                       | Total                                                       | Total                                                       | 4,484,244                                                   | 100.0%                                                      |                                                             |
| Margen de victoria                                          | Margen de victoria                                          | Margen de victoria                                          | 55,232                                                      | 1.24%                                                       |                                                             |
|                                                             | Ganancia Demócrata de Republicano                           |                                                             |                                                             |                                                             |                                                             |